# آنجالازالا
آنجالازالا (به لاتین: Anjalazala) یک منطقهٔ مسکونی در ماداگاسکار است که در آنتسوهیهو واقع شده‌است. آنجالازالا ۴٬۰۰۰ نفر جمعیت دارد و ۱۶۵ متر بالاتر از سطح دریا واقع شده‌است.